# Maurice-Jean-Joseph Abadie
Maurice-Jean-Joseph Abadie (* 11. März 1877 in Sorbets, Département Gers; † 1948) war ein französischer Général de division.

## Leben
Abadie absolvierte eine Ausbildung zum Offizier des Heeres und wurde nach verschiedenen Verwendungen am 25. Dezember 1918 zum Lieutenant-colonel  befördert. 1920 wurde er Kommandeur des Kolonial-Marschregiments der Levante-Armee (Armée du Levant) und damit zugleich Kommandeur der Nördlichen Zone der Levante. Danach übernahm er die Funktion als Kommandeur des 16e régiment des tirailleurs sénégalais und war danach zwischen 1922 und 1923 Instrukteur am Ausbildungszentrum der Infanterie (Centre d’études de l’Infanterie), ehe er 1924 in den Senegal zurückkehrte und bis 1925 Kommandeur des 3. Bataillons der Tirailleurs sénégalais sowie zugleich Kommandeur der Subdivision Niger war.
Nach seiner Beförderung zum Oberst (Colonel) im September 1925 war Abadie von 1926 bis 1929 Chef der Ausbildungssektion im Beirat der Kolonialtruppen (Troupes coloniales) und wurde danach am 14. Februar 1930 zum Général de brigade befördert. Als solcher wurde er zu 1. Senegal-Brigade abgeordnet und war anschließend von 1931 bis 1934 deren Kommandant. Danach war er von 1934 bis 1935 Oberkommandierender der Armeegruppe Französisch-Ostafrika sowie zwischen März 1936 und Oktober 1938 stellvertretender Oberbefehlshaber in Tunesien. In dieser Funktion erfolgte am 23. Dezember 1936 seine Beförderung zum Général de division. Zuletzt war er von Oktober 1938 bis zu seinem Eintritt in den Ruhestand am 11. März 1939 Kommandeur der Subdivision Sousse-Kairouan in Tunesien.
Zwei Tage nach Beginn des Zweiten Weltkrieges wurde Abadie am 3. September 1939 in den aktiven Militärdienst zurückbeordert und wurde Befehlshaber der 61. Infanteriedivision (61e division d’infanterie), mit der er am Westfeldzug teilnahm. Nachdem er sich anschließend vom 21. November bis zum 1. Dezember 1939 zur besonderen Verfügung befand, war er vom 1. Dezember 1939 bis zum 7. August 1940 Oberbefehlshaber der Armeegruppe Französisch-Westafrika. Am 22. Januar 1941 wurde er zunächst beurlaubt und schließlich am 7. Juli 1941 endgültig in den Ruhestand versetzt.

## Veröffentlichungen
- Türk Verdūnu Ġāzī ’Ayntā, 1921
- Les races du Haut-Tonkin de Phong-Tho à Lang-Son, Vorwort von Paul Pelliot, Société d’éditions géographiques, maritimes et coloniales, Paris 1924